# Indie na Letnich Igrzyskach Olimpijskich 1992
Indie na Letnich Igrzyskach Olimpijskich 1992 reprezentowało 52 zawodników: 46 mężczyzn i 6 kobiety. Był to 18 start reprezentacji Indii na letnich igrzyskach olimpijskich.

## Skład kadry

### Badminton
Kobiety
- Madhumita Bisht - gra pojedyncza - 17. miejsce,

Mężczyźni
- Deepankar Bhattacharya - gra pojedyncza - 9. miejsce,
- Vimal Kumar - gra pojedyncza - 33. miejsce,
- Deepankar Bhattacharya, Vimal Kumar - gra podwójna - 17. miejsce,

### Boks
Mężczyźni
- Rajendra Prasad waga papierowa do 48 kg - 9. miejsce,
- Dharmendra Yadav waga musza do 52 kg - 17. miejsce,
- Devarajan Venkatesan waga kogucia do 54 kg - 17. miejsce,
- Narendar Bisth Singh waga piórkowa do 57 kg - 17. miejsce,
- Sandeep Gollen waga lekkopółśrednia do 63,5 kg - 17. miejsce,

### Hokej na trawie
Mężczyźni
- Cheppudira Poonacha, Jagdev Singh Rai, Harpreet Singh, Sukhjit Singh, Shakeel Ahmed, Mukesh Kumar Nandanoori, Jude Sebastian, Jagbir Singh, Dhanraj Pillay, Didar Singh, Ashish Kumar Ballal, Pargat Singh, Ravi Nayakar, Darryl D'Souza, Ajit Lakra - 7. miejsce,

### Judo
Kobiety
- Sangita Mehta waga powyżej 72 kg - 16. miejsce,

Mężczyźni
- Narinder Singh waga do 60 kg - 35. miejsce,
- Sandeep Byala waga do 65 kg - 20. miejsce,
- Rajinder Kumar Dhanger waga do 86 kg - 21. miejsce,
- Cawas Billimoria waga powyżej 95 kg - 21. miejsce,

### Lekkoatletyka
Kobiety
- Shiny Abraham-Wilson - bieg na 800 m - odpadła w eliminacjach,

Mężczyźni
- Bahadur Prasad - bieg na 5000 m - odpadł w eliminacjach,

### Łucznictwo
Mężczyźni
- Limba Ram - indywidualnie - 23. miejsce,
- Changte Lalremsaga - indywidualnie - 53. miejsce,
- Dhulchand Damor - indywidualnie - 66. miejsce,
- Dhulchand Damor, Changte Lalremsaga, Limba Ram - drużynowo - 16. miejsce,

### Podnoszenie ciężarów
Mężczyźni
- Badathala Adisekhar - waga do 52 kg - 10. miejsce,
- Ponnuswamy Rangaswamy - waga do 56 kg - 18. miejsce,
- Sivaraj Naalamuthu Pillai - waga do 60 kg - 22. miejsce,

### Strzelectwo
Kobiety
- Abha Dhillan - pistolet pneumatyczny 10 m - 45. miejsce,
- Soma Dutta

karabin pneumatyczny 10 m - 35. miejsce,
karabin małokalibrowy, trzy pozycje 50 m - 22. miejsce,

### Tenis stołowy
Kobiety
- Niyati Roy-Shah - gra pojedyncza - 33. miejsce,

Mężczyźni
- Kamlesh Mehta - gra pojedyncza - 17. miejsce,
- Chetan Baboor - gra pojedyncza - 49. miejsce,
- Kamlesh Mehta, Sujay Ghorpade - gra podwójna - 25. miejsce,

### Tenis ziemny
Mężczyźni
- Ramesh Krishnan - gra pojedyncza - 33. miejsce,
- Leander Paes - gra pojedyncza - 33. miejsce,
- Ramesh Krishnan, Leander Paes - gra podwójna - 5. miejsce,

### Zapasy
Mężczyźni
- Pappu Jadav - styl klasyczny waga do 48 kg - 8. miejsce,
- M. R. Patil - styl klasyczny waga do 62 kg - . miejsce,
- Anil Kumar - styl wolny waga do 52 kg - odpadł w eliminacjach,
- Ashok Kumar - styl wolny waga do 57 kg - odpadł w eliminacjach,
- Dharan Singh Dahiya - styl wolny waga do 62 kg - odpadł w eliminacjach,
- Subhash Verma - styl wolny waga do 100 kg - 6. miejsce,

### Żeglarstwo
- Cyrus Cama, Farokh Tarapore - klasa 470 mężczyźni - 23. miejsce,